# Vladimir Kramnik

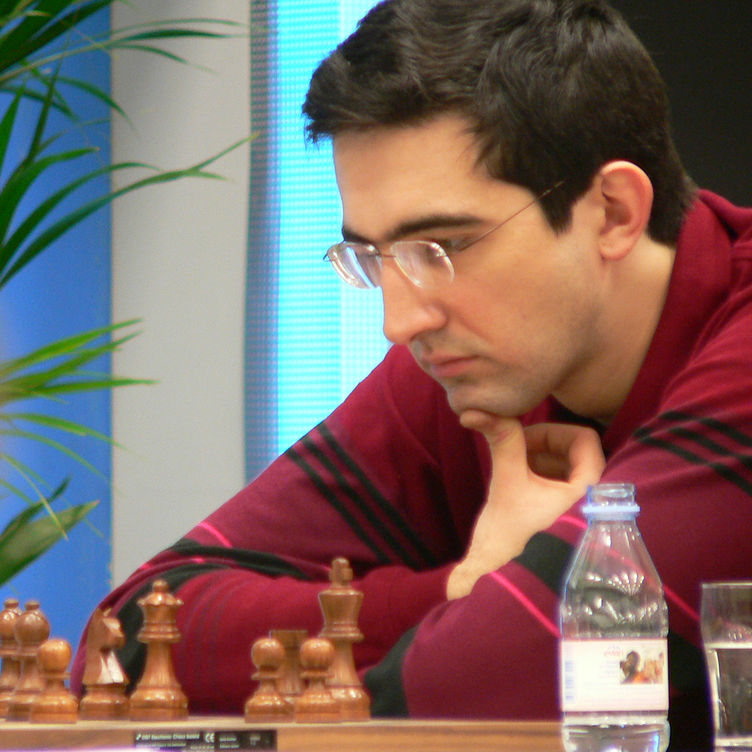
Vladimir Kramnik in 2005

Vladimir Borisovitsj Kramnik (Russisch: Владимир Борисович Крамник) (Toeapse, 25 juni 1975) is een voormalig Russisch schaker. De grootmeester was 'klassiek' wereldkampioen van 2000 tot 2006 en ongedeeld wereldkampioen van 2006 tot 2007.
Kramnik heeft een degelijke stijl: hij neemt weinig risico's en verliest zelden. Hierdoor scoort hij in matches beter dan in toernooien (waar meer spelers meedoen), want in een match kan één winstpartij al de doorslag geven.
Begin 2019 maakte hij bekend te stoppen met topschaak om zich op andere aspecten van het spel te richten.

## Opkomst
Kramnik leerde schaken toen hij vier jaar oud was en werd op zijn zevende jaar al clubkampioen; hij was dan ook een wonderkind. In de loop van de volgende jaren stuurde zijn vader de notaties van de schaakpartijen van de jonge Kramnik naar Michail Botvinnik, die ze met interesse bestudeerde. Garri Kasparov zag ook veel in de jongen en vroeg hem als secondant.
In 1991 werd Kramnik wereldkampioen bij de jeugd tot 18 jaar. In 1992 werd hij als 17-jarige, op voorspraak van Kasparov, opgenomen in het Russische team op de Olympiade van Manilla, waar hij 8½ uit 9 scoorde aan het reservebord. Binnen de kortste keren sprong de rating van Kramnik naar de 2700. In 1993 won hij samen met Nigel Short en Viswanathan Anand het VSB-toernooi. Vanaf 1996 speelde hij een groot aantal sterk bezette toernooien, waarvan hij er een aantal won, onder andere Tilburg 1997, het Hoogovenstoernooi 1998 en Linares 2000. Hij was speciaal op dreef in Dortmund, waar hij van 1995 tot 2000 vijf keer won. Voor het wereldkampioenschap speelde hij in 1994 matches in de FIDE tegen Gelfand en in de PCA tegen Gata Kamsky, die hij beide verloor.

## 'Klassiek' wereldkampioen
In 1998 speelde Kramnik in Cazorla een match tegen Aleksej Sjirov voor het recht om tegen Kasparov om het 'klassieke' wereldkampioenschap te spelen. Kramnik verloor deze tweekamp. In 1999 deed hij een gooi naar het FIDE-wereldkampioenschap in het knock-outtoernooi van Las Vegas, maar struikelde over Michael Adams.

## Match Kasparov - Kramnik
Nadat de match Kasparov-Shirov niet van de grond was gekomen nodigde Kasparov Kramnik uit voor een tweekamp. Deze tweekamp, het Wereldkampioenschap schaken 2000 ('Klassiek') werd in Londen gespeeld. Kramnik won en werd daarmee 'klassiek' wereldkampioen. Kramnik baarde opzien door met zwart de in onbruik geraakte Berlijnse verdediging tegen de Spaanse opening nieuw leven in te blazen. Hij kon met die onverwachte keuze Kasparov neutraliseren in de partijen waarin die wit had.

## Dortmund
In 2001 won hij wederom het toernooi in Dortmund.

## Match Kramnik - Deep Fritz
In 2002 speelde hij een match tegen het computerprogramma Deep Fritz, die in 4 - 4 eindigde.

## Linares
In 2003 was hij gedeeld winnaar in Linares en 2004 won hij dat toernooi alleen.

## 2004: Match Kramnik - Léko

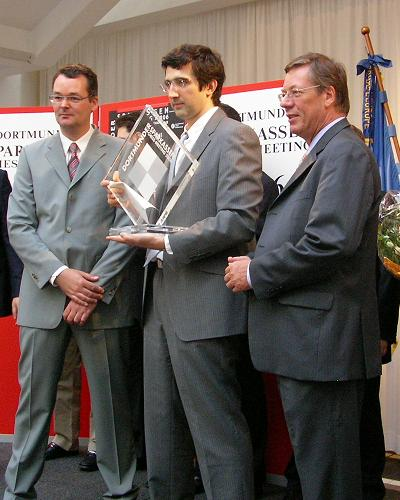
Vladimir Kramnik, Dortmund 2006

Van 25 september tot 18 oktober 2004 verdedigde Kramnik in Brissago, Zwitserland, zijn titel tegen Péter Léko. Hoewel Léko lange tijd een voorsprong had, wist Kramnik de laatste partij te winnen, zodat hij door een gelijke eindstand (7 - 7) zijn titel mocht behouden.
Na deze tweekamp had Kramnik duidelijk een mindere periode. Dit werd waarschijnlijk mede veroorzaakt door een vorm van artritis waaraan hij leed. In de eerste helft van 2006 onderging hij een behandeling hiervoor en daarna werden zijn resultaten weer beter. Zo behaalde hij Op de Schaakolympiade van Turijn de hoogste ratingprestatie van het toernooi en won hij samen met Peter Svidler het toernooi van Dortmund.

## 2006: Match Topalov - Kramnik
Van 21 september tot 13 oktober werd door Kramnik en Topalov een match over 12 partijen gespeeld om de wereldtitel. Op de stand 3-1 voor Kramnik dreigde toiletbezoek spelbreker te worden. Topalov vond het verdacht dat Kramnik 50 keer per partij het toilet bezocht. Op zijn verzoek kregen beide spelers hetzelfde toilet toegewezen. Uit protest hiertegen kwam Kramnik tijdens de vijfde partij niet opdagen; deze werd reglementair gewonnen door Topalov. Na bemiddeling door FIDE-president Kirsan Iljoemzjinov werd de beslissing over de toiletten teruggedraaid en de match hervat met de stand 3-2 voor Kramnik. Op 13 oktober werd Kramnik wereldkampioen schaken; in de WK-tweekamp met Topalov was na 12 wedstrijden de stand 6-6; de tie-break bestaande uit 4 rapid partijen, werd door Kramnik met 2,5 tegen 1,5 gewonnen.

## 2006: Match Kramnik - Fritz
Vanaf 26 november tot en met 5 december 2006 speelde Kramnik opnieuw tegen schaakcomputer Fritz. De schaakcomputer was nu nog sterker dan in 2002, toen deze tegen Kramnik 4-4 speelde. De match vond plaats in Bonn en was met 1 miljoen dollar gedoteerd. Fritz won de match met 4-2, onder meer omdat Kramnik mat in één zet over het hoofd zag.

## 2007
- Kramnik speelde mee in het Corus-toernooi. Met 8 uit 13 haalde hij een 4e plaats.
- In het wereldkampioenschap schaken 2007 werd Kramnik tweede en verloor daarmee zijn titel van wereldkampioen.
- Kramnik won het Tal-memorial in Moskou.

## 2008: Match Anand - Kramnik
In 2008 speelde Kramnik te Bonn tegen Viswanathan Anand voor de wereldtitel. Al in het begin van de match verloor Kramnik twee keer met wit, wat uitzonderlijk is op dat niveau. Hij verloor nog een keer met zwart en won nog een keer met wit, maar de match en de wereldtitel waren zo verloren voor hem.

## 2009
Kramnik won 'zijn' toernooi in Dortmund en tevens het Tal Memorial. In de Londen Classic eindigde hij als tweede na Magnus Carlsen.

## 2010
Kramnik werd tweede bij het Tata Steel-toernooi. Het enige andere aansprekende resultaat was het winnen van de Grand Slam finale in Bilbao.

## 2011
In dat jaar waren er toernooi-overwinningen in de Londen Classic en wederom in Dortmund. Kramnik schreef ook het Univé-toernooi in Hoogeveen op zijn naam.
Kramnik deed ook mee in de kandidatenmatches in Kazan. In de kwartfinale speelde hij gelijk tegen Teimour Radjabov en won de rapid tie-break. In de halve finale speelde hij tegen Alexander Grischuk wederom gelijk, maar verloor de tie-break.

## 2013
In 2012 boekte Kramnik geen successen, maar in 2013 won hij bijna het kandidatentoernooi in Londen. Carlsen en hij hadden evenveel punten, maar Kramnik werd op grond van tie-break regels tweede.

## Naar Kramnik vernoemde varianten
Naar Kramnik is de Kramnikaanval in het Engels genoemd.

Dit is de variant die begint met de zetten 1.c4 e5 2.Pc3 Lb4. 
| 8 | rd                                               | nd | bd | qd | kd |    | nd | rd |
| 7 | pd                                               | pd | pd | pd |    | pd | pd | pd |
| 6 |                                                  |    |    |    |    |    |    |    |
| 5 |                                                  |    |    |    | pd |    |    |    |
| 4 |                                                  | bd | pl |    |    |    |    |    |
| 3 |                                                  |    | nl |    |    |    |    |    |
| 2 | pl                                               | pl |    | pl | pl | pl | pl | pl |
| 1 | rl                                               |    | bl | ql | kl | bl | nl | rl |
|   | a                                                | b  | c  | d  | e  | f  | g  | h  |
|   | Kramnikaanval in de Engelse opening, na 2... Lb4 |    |    |    |    |    |    |    |

## Openingen
Het Russisch en het Nimzo-Indisch (met zwart), het Dame-Indisch (met wit), het Koningsindisch (met wit) en de Slavische opening (met zwart en wit) worden door hem verhoudingsgewijs vaak gespeeld.